# Martine Grael
Pour les articles homonymes, voir Grael.
Martine Grael est une skipper brésilienne née le 12 février 1991 à Niterói. Elle a remporté avec Kahena Kunze la médaille d'or du 49er FX féminin aux Jeux olympiques d'été de 2016 à Rio de Janeiro.